# Oxyde de protactinium(V)
Pour les articles homonymes, voir Oxyde de protactinium.
L'oxyde de protactinium(V) est un composé chimique de formule Pa2O5. Réduit par l'hydrogène, il forme PaO2. Pa2O5 est dissous par l'acide fluorhydrique (HF) ou un mélange d'acide fluorhydrique et d'acide sulfurique (H2SO4) mais pas par l'acide nitrique concentré (HNO3). Le composé réagit à haute température avec les oxydes solides de métaux alcalins et alcalino-terreux,:195.
Pa2O5 a été utilisé comme agent dopant d'un mélange d'oxydes de niobium, magnésium, gallium et manganèse utilisé comme céramique de condensateurs:189.